# Richard Billinger

Richard Billinger 1960

Richard Billinger (* 20. Juli 1890 in St. Marienkirchen bei Schärding, Österreich-Ungarn; † 7. Juni 1965 in Linz) war ein österreichischer Schriftsteller. Sein Werk kennzeichnet den Wandel vom naturalistischen Volksstück zur mythisch-religiösen Darstellung dämonischer Naturkräfte. Es ist stark beeinflusst durch Billingers Heimat im Innviertel.
Billinger war in der Zeit des Nationalsozialismus ein Erfolgsautor. Seine Dramen, die keine rassistischen Äußerungen enthalten, wurden missverständlicherweise aufgrund der folkloristischen Bezüge unter der damals populären Blut-und-Boden-Literatur subsumiert. Heute gilt Billinger, dessen wichtigste Werke von dem Buchillustrator Alfred Kubin illustriert wurden, als einer der repräsentativsten Vertreter naturmystischer Literatur.

## Kindheit und Jugend

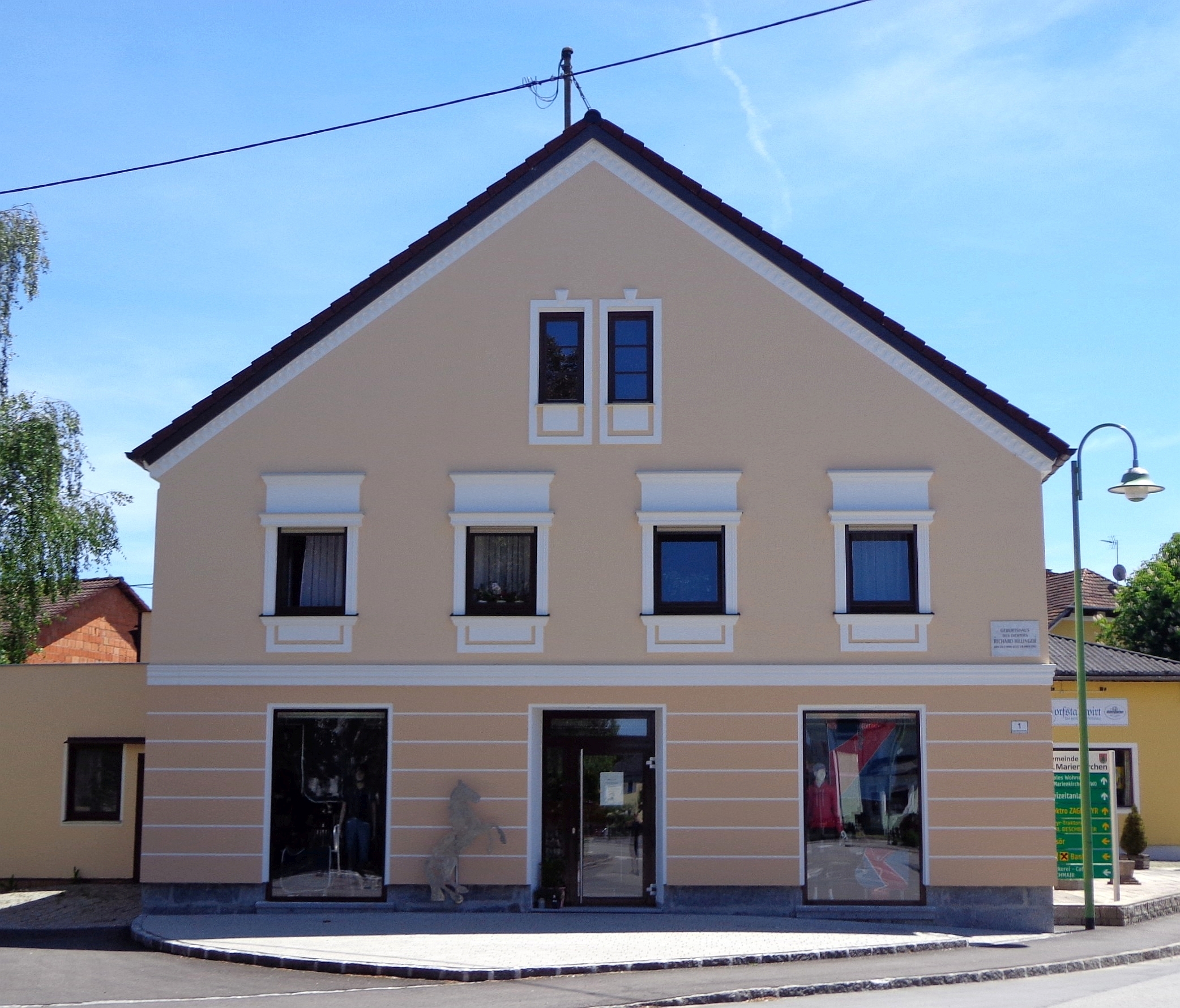
Geburtshaus Billingers in St Marienkirchen bei Schärding

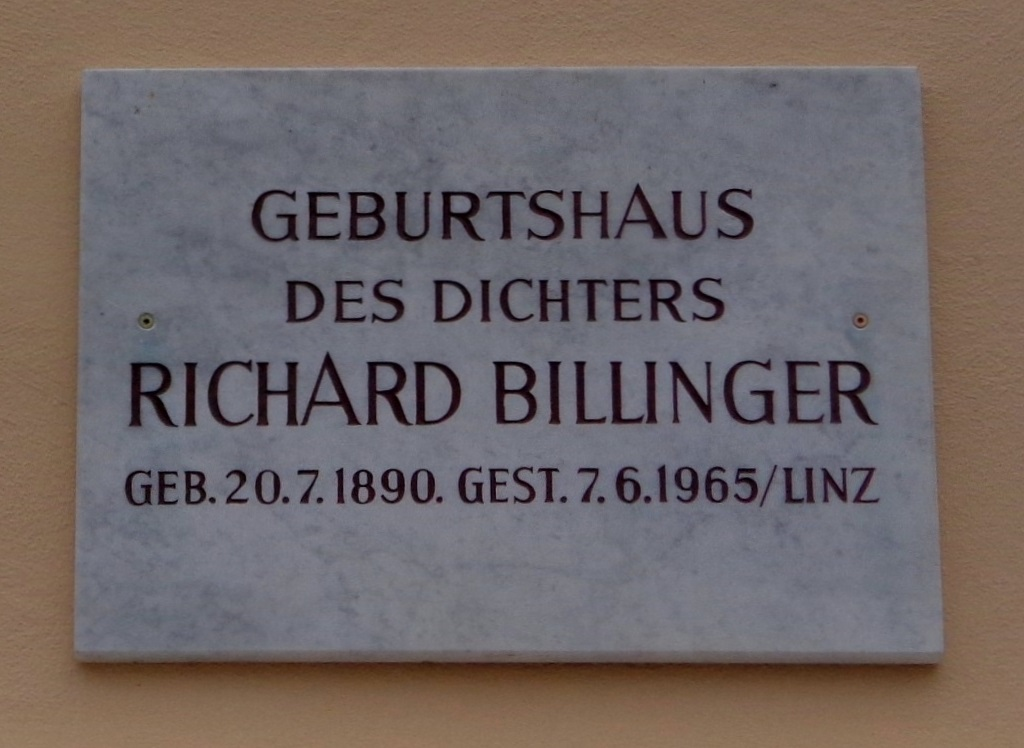
Tafel am Geburtshaus

Als drittes und jüngstes Kind von Kaufleuten aus St. Marienkirchen begann Billinger bereits in seiner Schulzeit Gedichte und Dramen zu verfassen. Seine Kindheit war einerseits geprägt durch das bäuerliche Tagwerk auf den Feldern des Vaters, andererseits durch Hilfsarbeiten im Krämerladen seiner Mutter. Er sollte ursprünglich Priester werden, verließ aber das Linzer Petrinum, besuchte das Gymnasium Ried im Innkreis und studierte in der Folge in Innsbruck, Kiel und Wien Philosophie und Germanistik, jedoch ohne Abschluss.
Der zwei Meter große Riese und Kraftprotz Billinger wollte zunächst Zirkusathlet und Boxer werden, seine Leidenschaft für die Literatur gewann jedoch die Oberhand.

## Erste Erfolge als Lyriker
1922 wurde Billinger im Wiener Café Museum von der Tänzerin Grete Wiesenthal entdeckt, die ihn mit gedämpfter Stimme eigene Verse rezitieren hörte und ihm die Freundschaft zu Hugo von Hofmannsthal vermittelte. Auf dessen Schlösschen in Rodaun bei Wien konnte Billinger seine Gedichte vortragen. Er wurde auch von Max Mell gefördert. 1923 erschien der Gedichtband Lob Gottes im Verlag Rudolf Haybach und kurz darauf bei Ernst Rowohlt das Gedichtbändchen Über die Äcker. 1924 erhielt Billinger dafür den Literaturpreis der Stadt Wien. Hofmannsthal verkündete in der amerikanischen Zeitschrift The Dial „das Auftreten eines neuen lyrischen Dichters“.
Billinger dichtete eruptiv, stoßweise, manches gemahnt an den Expressionismus. Mit seiner Lyrik wollte er „zu Urworten gelangen, die wie Gebete klingen müssen“.

## Dramen
1924 erfolgte die Uraufführung von Billingers Marionettenspiel, Das Spiel vom Knecht im Wiener Konzerthaus, einem „dramatischen Gedicht für größere Marionetten“, das er in der Folge zum Drama Perchtenspiel umarbeitete.
1924 schrieb er das Spiel Reise nach Ursprung, das die Urzelle zu vielen seiner Dramen darstellt.
1928 erregte Billinger bei der Eröffnung der Salzburger Festspiele mit seinem Stück Das Perchtenspiel (siehe Perchten) im Festspielhaus, einem „Tanz- und Zauberspiel vom törichten Bauern, von der Windsbraut und den Heiligen“, Aufsehen auch als Dramatiker (Premiere 26. Juli 1928 durch die Exl-Bühne in der Regie von Eduard Köck, Bühnenbild: Robert Kautsky, mit Grete Wiesenthal als Darstellerin der „schönen Perchtin“) und machte sich sofort einen Namen. Carl Zuckmayer lobte die „Unheimlichkeit, das Grauen, die Last“ darin und meinte „den heimlichen Knochen- und Seelenfraß des Landlebens“ am eigenen Leib zu verspüren.
„Das Stück hat eine reale Gespenstischkeit, ein Zwielicht der fassbaren wirklichen Dinge, wie ich sie nur bei Strindberg kenne. Das Doppelspiel der Masken, der Vermummung und der realen Geschehnisse, der Larven und Menschengesichter, ist einfach grossartig.“ (Carl Zuckmayer)
Bereits im Perchtenspiel zeichnet sich Billinger selbst. Er ist jener Bauer Peter, über den das Dämonische Gewalt hat. Es zwingt ihn, sein Weib zu verstoßen, den Hof zu verlassen, ungeachtet der schweren Arbeit, der nun die alten Eltern allein nachkommen müssen, er geht ins Abenteuer. Als er leer zurückkehrt, ist er nicht erlöst, sondern besessen, die Dämonie, die unter den Äckern und in den Wäldern geheimnisvoll lebt, zu erfahren. Da er die geheimnisvollen Mächte aber durch seine Flucht verraten hat, hetzen die schiechen Perchten ihn nun zu Tode.
„Wer aus dem Dorfe stammt, wird immer die Paradiesesdinge der Heimat schauen wollen. Der Schauer sprießt aus dem Tempel der Gewitter, der Gestirne, der Quellen, der wie Hände schenkenden Ähren, der Wälder, die noch im Geheimnisse sich baden. Wer bannte die Eltern an das Haus, an Stuhl und Tisch und Pfühl? Wachten die Gestirne, liefen die Engel herbei? Oder zeugten die Dämonen tierentwachsene Geister? Schwamm eine Wolke in der Nacht der Zeugung über Dach und Dorf wie ein Fisch mit goldenen Ätherflossen? Das Fenster war vergittert, das Tor war geschlossen, und das Brot, es ruhte auf dem Tische.“ (Richard Billinger: Woher ich kam)
Billinger beschrieb in vielen seiner Werke das ländlich-kultische Leben seiner Heimat im Innviertel, das an der Grenze zu Bayern zwischen der Donau und dem Inn liegt. Als Bauernsohn und Jesuitenzögling stellte er dabei seine enge Vertrautheit mit den Geheimnissen alter Sitten und Gebräuche unter Beweis. Seine ersten Bühnendichtungen entstanden aus dem Gegensatz vom Trieb seiner Helden zur Natur, die einerseits den dämonischen, heidnischen Mythos und anderseits den katholischen Geist umfasst, und der über alles sich hinwegsetzenden Sehnsucht nach dem Abenteuer, das die Zivilisation der Großstadt verspricht.
Im Drama Rauhnacht (1931) vermenschlicht Billinger die Dämonen, die im Perchtenspiel noch Masken, Geister und Feengestalten waren. Der Held, Simon Kreuzhalter, flüchtet in die Stadt und studiert Theologie, er kehrt zurück, den inneren Mächten verloren und deshalb ins Verbrechen gehetzt. Aufs Land lockt ihn die Gier nach unbekannten psycho-physischen Ekstasen, statt Geistern findet er die sehr reale, doch außenseiterische Krämerstochter Kreszenz. Billingers erster großer Erfolg erlebte seine Uraufführung am 10. Oktober 1931 an den Münchner Kammerspielen unter der Regie von Otto Falckenberg und in der Ausstattung von Alfred Kubin mit Käthe Gold, Ewald Balser und Will Dohm und wurde von Falckenberg unmittelbar neben August Strindbergs Gespenstersonate gestellt. In der Aufführung von Rauhnacht am Hamburger Thalia Theater (Regie: Erich Ziegel) hatte der Schauspieler Ferdinand Marian seinen Durchbruch.

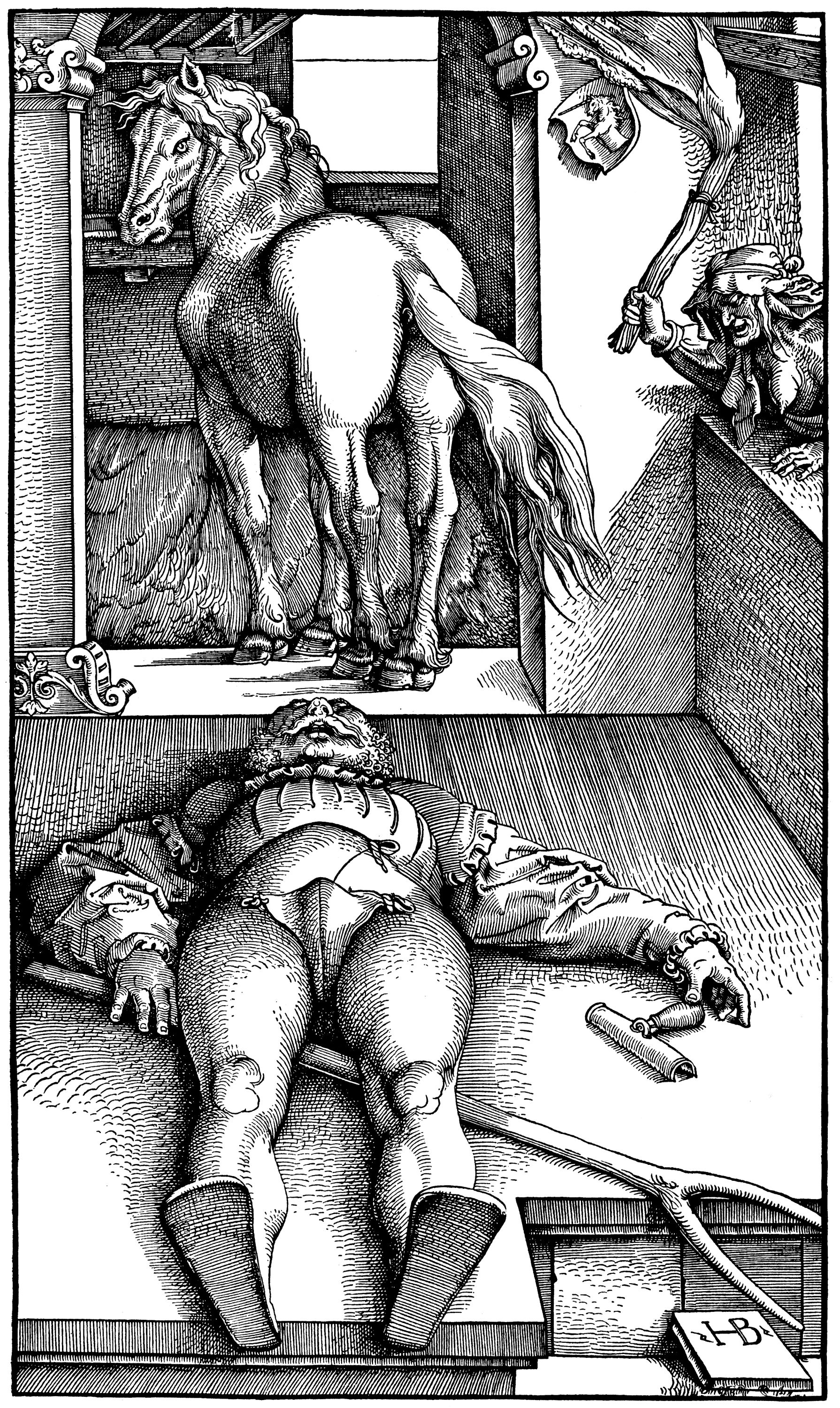
Hans Baldung Grien: Der behexte Stallknecht (Holzschnitt, 1534), Anregung für Billingers Drama Rosse (1931)

In vielen Werken Billingers ist die Mutter letzter Halt, nur sie nimmt ihn immer wieder auf – auch dies entspricht dem autobiographischen Zug. Sie ist letzte Gnade, auch als Magna Mater und in Gestalt eines Bettelweibs oder einer Hexe. Zugleich wird ihre Stimme zur Stimme des Gewissens: Auf die Frage „Was soll ich fürchten?“ antwortet sie: „Das Draußen nicht, das Drinnen“ (Rauhnacht).
Das Stück Rosse (1931, siehe Rosse), markiert eine deutliche Wandlung in Billingers dramatischem Werk: Der Pferdeknecht Franz bleibt dem Kreis der dämonischen Natur verhaftet und zerbricht an der Explosion seines bedrohten Ichs; hier ist im Gegensatz zum Perchtenspiel und zur Rauhnacht die Hauptfigur nicht das Spiegelbild des Billinger’schen Wesens, sondern frei erdichtet. Rosse nimmt Peter Shaffers Pferdedrama Equus vorweg, es ist in seiner Konsequenz vielleicht noch erschreckender als das Stück des Engländers. Am 19. April 1931 wurde die Urfassung des Stückes als „Skizze“ an den Münchner Kammerspielen aufgeführt. Diese Fassung verwendete der Komponist Winfried Zillig als Libretto für seine gleichnamige Oper, die am 11. Februar 1933 in Düsseldorf unter der Intendanz von Walter Bruno Iltz mit dem Dirigenten Jascha Horenstein uraufgeführt wurde. Mit einer neuen Fassung dieses Schauspiels hielt Billinger erstmals Einzug am Staatlichen Schauspielhaus in Berlin (1933, mit Maria Koppenhöfer) und am Wiener Burgtheater (15. September 1933, mit Franz Höbling in der Hauptrolle). Die Anregung für das Stück erhielt Billinger durch das Bild „Der behexte Stallknecht“ von Hans Baldung Grien, der wie auch Pieter Brueghel und Alfred Kubin als seelenverwandt mit Billinger bezeichnet werden kann. Kubin setzte sich in mehreren grafischen Blättern mit dem literarischen Schaffen Billingers auseinander, nachdem er 1931 die Szenenentwürfe zur Uraufführung von Rauhnacht gezeichnet hatte; Billinger wiederum widmete Kubin mehrere Gedichte.
Mit seinen Dramen wurde Billinger weit über die Grenzen seiner Heimat hinaus bekannt; er avancierte neben Carl Zuckmayer zum meistgespielten Bühnenautor seiner Zeit. Sein bayerisch-österreichisches Barocktheater mit den heidnischen Anspielungen waren kaum je zuvor gehörte Töne, die in ihrer erregenden Mischung von Lebensrausch und Gläubigkeit einen besonderen Reiz ausübten. Billingers radikale Wendung von der materialistischen Bauerndichtung des 19. Jahrhunderts erstaunte und begeisterte Kritiker und Publikum. Wo etwa die Figuren Ludwig Anzengrubers, Karl Schönherrs und Franz Kranewitters noch einer naturalistischen Wirklichkeit und der Tradition des Alt-Wiener Volksstücks entsprachen, schuf Billinger mit seinen „Schatten“ und „Masken“ eine surrealistische Wahrheit, die von den mythisch-religiösen Werken des jungen Gerhart Hauptmann (Hanneles Himmelfahrt 1894, Die versunkene Glocke 1896, Und Pippa tanzt!, 1906) beeinflusst waren.
Am 21. Oktober 1937 erfolgte die Uraufführung von Billingers Drama Der Gigant am Berliner Staatstheater unter Jürgen Fehling mit Eugen Klöpfer, Käthe Gold, Maria Koppenhöfer, Pamela Wedekind, Kurt Meisel, Bühnenbild: Rochus Gliese. Das Stück diente 1942 als Vorlage für den Prag-Film Die goldene Stadt von Veit Harlan mit Kristina Söderbaum Eugen Klöpfer, Annie Rosar und Kurt Meisel.
Die Nationalsozialisten schätzten zwar Billingers Neigung zu bäuerlichen Sujets, doch seine eigentlichen Interessen, die Offenlegung dämonischer Vorstellungswelten oder angestauter Triebenergien, war ihnen suspekt. Billingers Rauhnacht wurde verboten, die Komödie Stille Gäste (1933), in der die Hauptfigur das reine Mädchen Hedwig Bachstelzer ist, eine Bucklige, deren Antlitz „den bleichen Schimmer lockender Schönheit trägt“, fand keine Gnade bei der nationalsozialistischen Presse. Die skurrilen Figuren einer liebestollen Metzgerswitwe, einer Wahrsagerin und einer die Kaiserin Elisabeth imitierenden Hysterikerin waren ihr zu dekadent. Schon der Leipziger Uraufführung mit Luise Ullrich war kein Erfolg beschieden, das Stück wurde nur sechsmal gespielt; der Berliner Aufführung am Deutschen Theater (Regie: Karlheinz Stroux) warf man im nationalsozialistischen Angriff vor, Billinger habe „ein morbides Publikum der Weimarer ‚Verfallszeit‘ mit erotischen Perversionen kitzeln wollen“. Dies zeigte Wirkung; Billingers nächste Stücke waren vergleichsweise unanstößig.
Mit dem Künstlermelodram Gabriele Dambrone (1939) verließ Billinger wie schon zuvor bei Der Gigant die heimatliche Welt, wandte sich ganz vom Dämonisch-Bäuerlichen ab und versuchte bereits die Stimmung des sentimentalen Tonfilms zu treffen. Er siedelte das Stück in der Großstadt an. Mit der Titelfigur schuf er eine weitere zart-unschuldige Mädchenfigur, ein „süßes Wiener Mädel“ aus der Vorstadt, deren Erfüllung die Schauspielerei ist. Die Berliner Uraufführung fand am 16. Februar 1939 am Staatstheater unter Jürgen Fehling mit Käthe Gold und Gustav Knuth unter dem Titel Am hohen Meer statt; am Wiener Burgtheater kam das Stück mit dem endgültigen Titel Gabriele Dambrone mit Gusti Huber und Raoul Aslan in der Regie von Herbert Waniek am 22. November 1941 heraus. Das Stück wurde 1943 mit Gusti Huber und Siegfried Breuer verfilmt (Regie: Hans Steinhoff).
In Melusine (1941, siehe Melusine), der Geschichte der Doppelliebe eines reichen jungen Mannes zu Mutter und Tochter, modernisierte Billinger einen alten Märchenstoff zu einem Ehedrama Ibsen’scher Prägung und operierte wie im Heimatfilm, der die Wechselhaftigkeit des Wetters auf menschliche Schicksale und Befindlichkeit überträgt, mit Metaphern und Vergleichen, die seelisches Ringen, Entscheidungsfindung und sinnlich-triebliche Verführungsgefahren signalisieren. O. W. Fischer spielte den Aurelio Türk 1942 in einer Aufführung des Deutschen Volkstheaters Wien in der „Komödie“ in der Johannesgasse in der Regie von Walter Ullmann und im Bühnenbild Gustav Mankers.
Mit der Komödie Die Fuchsfalle (1942) kehrte Billinger wieder in den Bereich des Skurrilen und Dämonischen zurück, den Sieg des Landes über die Stadt, angesiedelt im Salzburgischen Lungau. Uraufgeführt wurde das Stück in München und kurz darauf am 19. November 1943 von der Exl-Bühne, die schon 1928 Billingers Erstling aufgeführt hatte.

## Die Natur als Bedrohung

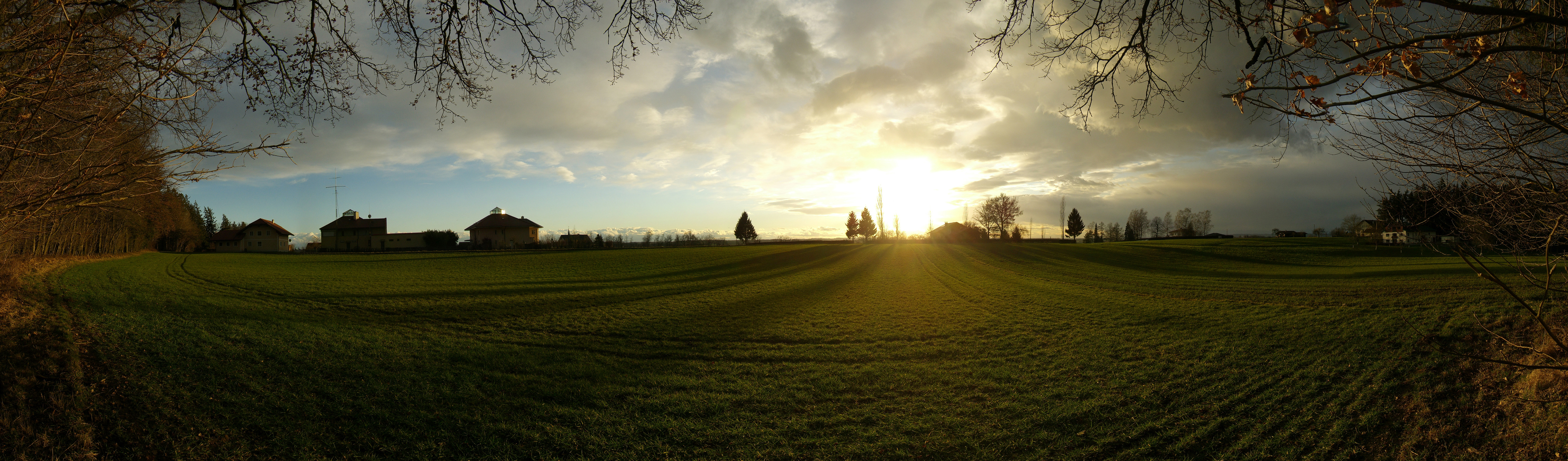
Das oberösterreichische Innviertel bei Wollöster

Das Innviertel an der Donau war Billingers menschliche und künstlerische Heimat; er war eng mit diesem Landstrich zwischen Donau und Inn verwurzelt, auch wenn ihn sein Lebensweg nach Wien und später nach München führte. Dem Fluss Inn kommt in Billingers Werk eine tragende Bedeutung zu. Er fordert Menschenopfer, er gebiert verlockende Frauengestalten; in einem Gedicht Billingers heißt es: „Mich schuf er, der Strom.“
In den meisten Schauspielen Billingers ist der Autor der Held selbst, persönliche Erlebnisse sind oft bis ins Bizarre gesteigert. Damit charakterisierte Billinger zugleich das Schicksal seiner Generation; Landflucht, Dekadenz und Vorstoß ins Transzendente. In Billingers Buch Aus der Asche des Fegefeuers (Geschichte einer Dorfkindheit, 1931), einer seltsam-skurrilen Kindheitsgeschichte, finden sich bereits viel Motive vorgezeichnet, die später sein dramatisches Werk bestimmen sollten. Dort kann man die seelische Entwicklung unmittelbar verfolgen. Billingers Rückkehr von der Stadt in die fremd gewordene ländliche Heimat etwa ist nicht wie beim Durchschnittsstädter von der Sehnsucht nach Erholung geprägt, sondern vom Trieb zum „Dämon Natur“, zu den Geistern seiner Heimat, wo im Innviertel bis heute heidnisches und katholisches Brauchtum nebeneinander gepflegt werden. Das Land ist bei Billinger nicht Idylle, sondern Bedrohung. Carl Zuckmayer nennt Billinger „ein ‚geschrecktes Kind‘ des Bauerntums, des Landes“:
„Er hebt es nicht, es weckt keine Sehnsucht, keine selige Stimme, keinen hymnischen Chorus in ihm. Das Land ist hart, grausam, steinig, voll Staub, voll Dornen, seine Tage sind arbeitsgezüchtigt, schweiß-geblendet, seine Nächte sind schwül und gefährlich, das schlimme Wetter lauert in der Finsternis, der Bach murmelt böse, geschwätzig, es knackt im Gebälk, überall hustet der letzte Atem der Toten, Hunde kläffen unterm Mond, es grinst aus fahlen Getreidesäcken, aus schleimigem Algengrün. Die restlose Plage, deren Gewinn ein Hagel zerschmeißt, die Arbeitslast, die der Winter verschüttet, jeder Frühling dem Bauern neu aufgejocht, die dumpfe Enge der niederen Wohnkammern, des kleinen Gemeindelebens, die stumpfe Roheit des Bauern, die Härte der Eltern gegen die Kinder, der Jungen gegen die Greise, der Knechte gegen das Vieh, der gnadlose Himmel über der wetterwendischen Erde, so schreckt, ängstet, zermalmt ihn die Wirklichkeit des heimischen Da-Seins, bis er, im bannenden, lösenden Wort, den geheimen Erniesegen, die Milch und die Süße der reifen Früchte empfängt.“
Diese Atmosphäre und eine unbändige Phantasie, die schon das Kind im elterlichen Krämerladen zu den skurrilsten Gedanken anregte, prägten Billinger. Als Hüne von zwei Metern Körpergröße schon von Natur aus anders, fühlte er sich Zwergen und
Krüppeln eher verbunden als den biederen Durchschnittsmenschen.

## Homosexualität und Zeit des Nationalsozialismus

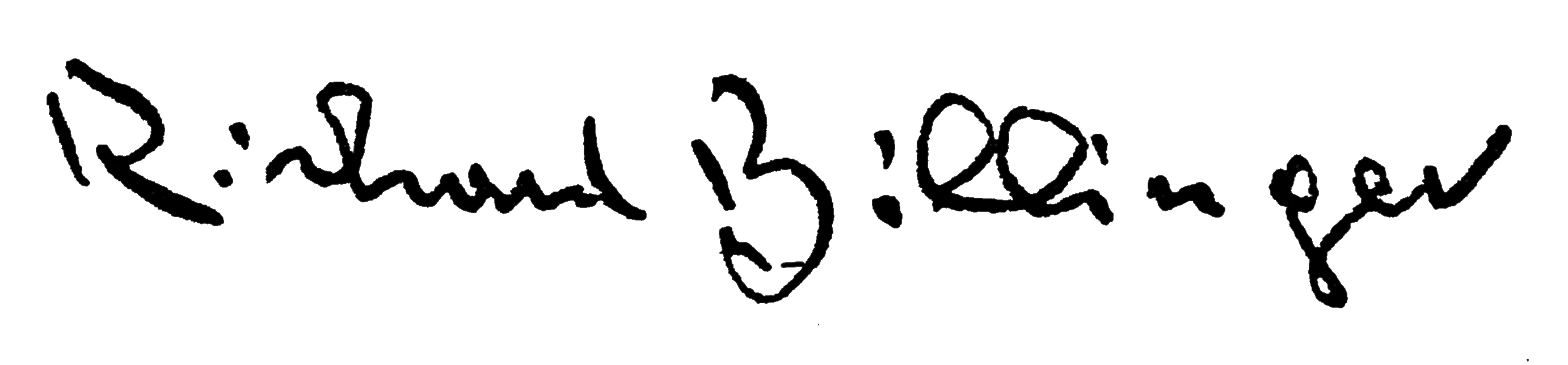
Richard Billingers Unterschrift

Billinger war homosexuell und wurde von Januar bis März 1935 von den Nationalsozialisten eingesperrt. Er hatte einen Reichswehrsoldaten zeitweise als Sekretär angestellt und bei sich beherbergt, der sich als Spion herausstellte. Billinger entging 1935 in München nur knapp einer Verurteilung, da Heinrich Himmler für ihn intervenierte. „Wenn man ihm etwas schicken wollte, wurde verlangt, dass man als Grund für die Haft ‚widernatürliche Unzucht‘ angab“.
Mit erdigen Bauernliedern („Wir Bauern dulden keinen Spott / An unserem Herrn und Meister Gott!“) gewann der „Innviertler Dionysos“ bald Aufmerksamkeit und Wohlwollen der Nationalsozialisten, die er jedoch mit brünstigen Hymnen auf Faun („Er ruht nackt. Er schlummert unbekümmert. Das Gestirn, das ihn erzeugte, in milden Eltern, wollte ihn stark.“), schöne Klosterbrüder und die Nacktheit des heiligen Sebastian auch irritierte:
„Du Einziger, den die Kirche gab, nackt ihn zu verehren,
wirf deine rostigen Lanzen ab, die deinen Leib versehren,
und wandle fröhlich unter uns, zeig dich dem Baum, den Flüssen
nackt als ein Gott! Schwell als Stern, den wir aufflüsternd grüßen!“
(Sankt Sebastian, in: Über die Äcker, Diesseits – Jenseits, 1923)
1938 war Billinger im Bekenntnisbuch österreichischer Schriftsteller vertreten, das vom „Bund deutscher Schriftsteller Österreichs“ herausgegeben wurde und den Anschluss begeistert begrüßte. In der Zeitschrift Das Innere Reich (1938, 1. Halbjahresband, S. 1) veröffentlichte Billinger folgendes Gedicht:

„Wes Geist vom Feuer stammt,
Wird nie vergehn!
Des Zeichen ewig flammt –
ein Auferstehen!
(An Adolf Hitler, zum 13. März 1938)“

Brauchbar waren Billingers Werke für die Nationalsozialisten, weil sie in ihnen eine Blut-und-Boden-Thematik zu erkennen glaubten. Billinger nützte das Missverständnis und biederte sich an: Als Homosexueller fürchtete er die Verfolgung. Billingers beste Dramen sind zwar im bäuerlichen Milieu angesiedelt, doch geht es in ihnen weniger um die Probleme des Bauernstandes als um das Entfesseln jener dämonischen Kräfte, die alten Bräuchen zugrunde liegen. Als NS-Mitläufer war Billinger ein literarischer Spitzenverdiener. „Er war kein Nazi, es gibt keine rassistischen Aussagen von ihm. Er hat nur mitgespielt und es genossen“, so der Kurator der Billinger-Ausstellung „Heimat. Körper. Kunst.“ im Linzer Stifter Haus, Klaus Kastberger, 2013.
Carl Zuckmayer, ambivalenter Freund aus frühen Tagen, schrieb einen Report für den amerikanischen Auslandsgeheimdienst, das „Office of Strategic Services“, für den er 150 Charakterstudien in Nazi-Deutschland gebliebener Schriftsteller, Verleger, Musiker, Regisseure, Schauspieler, Tänzerinnen und Journalisten verfasste, und charakterisierte Billinger aus dem Exil als „degenerierter Bauer, parfumierter Landmann und dörflicher Decadent“:
„Billinger kommt aus der gleichen Ecke Österreichs wie Hitler […] – zwischen Passau, Schärding, Wasserburg und Burghausen, – scheint ein besonderer Boden für das Wachstum zwielichtiger zweitgesichtiger medialer oder auch pathologisch deformierter Halb-Genies oder Ganz-Charlatane zu sein … (…) Er ist eitel, rachsüchtig, vollkommen unzuverlässig, unglaublich feige und jederzeit zu jedem Verrat bereit.“
30 Jahre später revidierte Zuckmayer das Bild jedoch und reihte Billinger 1976 (in Aufruf zum Leben) unter die „zu Unrecht Vergessenen“ ein.
Billingers Oper Die Hexe von Passau (Musik: Ottmar Gerster) wurde nach der Uraufführung 1941 und Aufführungen in Magdeburg, Bremen, Essen, Liegnitz und Italien von den Nazis verboten, weil sie „zu depressiv“ sei.
Mit Romanen wie Leben aus Gottes Hand (1935) und Das verschenkte Leben (1937) etablierte sich Billinger auch als Erzähler, er schrieb Drehbücher, etwa für Peer Gynt (1934) mit Hans Albers und für Luis Trenkers Der Berg ruft (1937), und lieferte die Vorlage zu Filmen nach seinen Stücken Der Gigant (1942), Gabriele Dambrone (1943) und Melusine (1944).
Ab 1913 war Billinger Mitglied bei der Künstlervereinigung MAERZ, gehörte auch dem Henndorfer Kreis um Carl Zuckmayer an.
Wolfgang Schoor vertonte Gedichte Richard Billingers, Winfried Zillig komponierte neben Rosse (Der Roßknecht) op. 14 auch Billingers Die Windsbraut op. 25 (1940; 1941 Leipzig) und die Fernsehoper Bauernpassion op. 39 (1955, Rundfunk München). Erich Marckhl, Mitglied der NSDAP, vertonte in seiner Kantate Holder Morgen Texte von Billinger (Uraufführung 1943 in Wien; Auftragswerk des Männergesangsvereins Wien zu dessen 100-jährigen Jubiläum).

## Nachkrieg und Alter

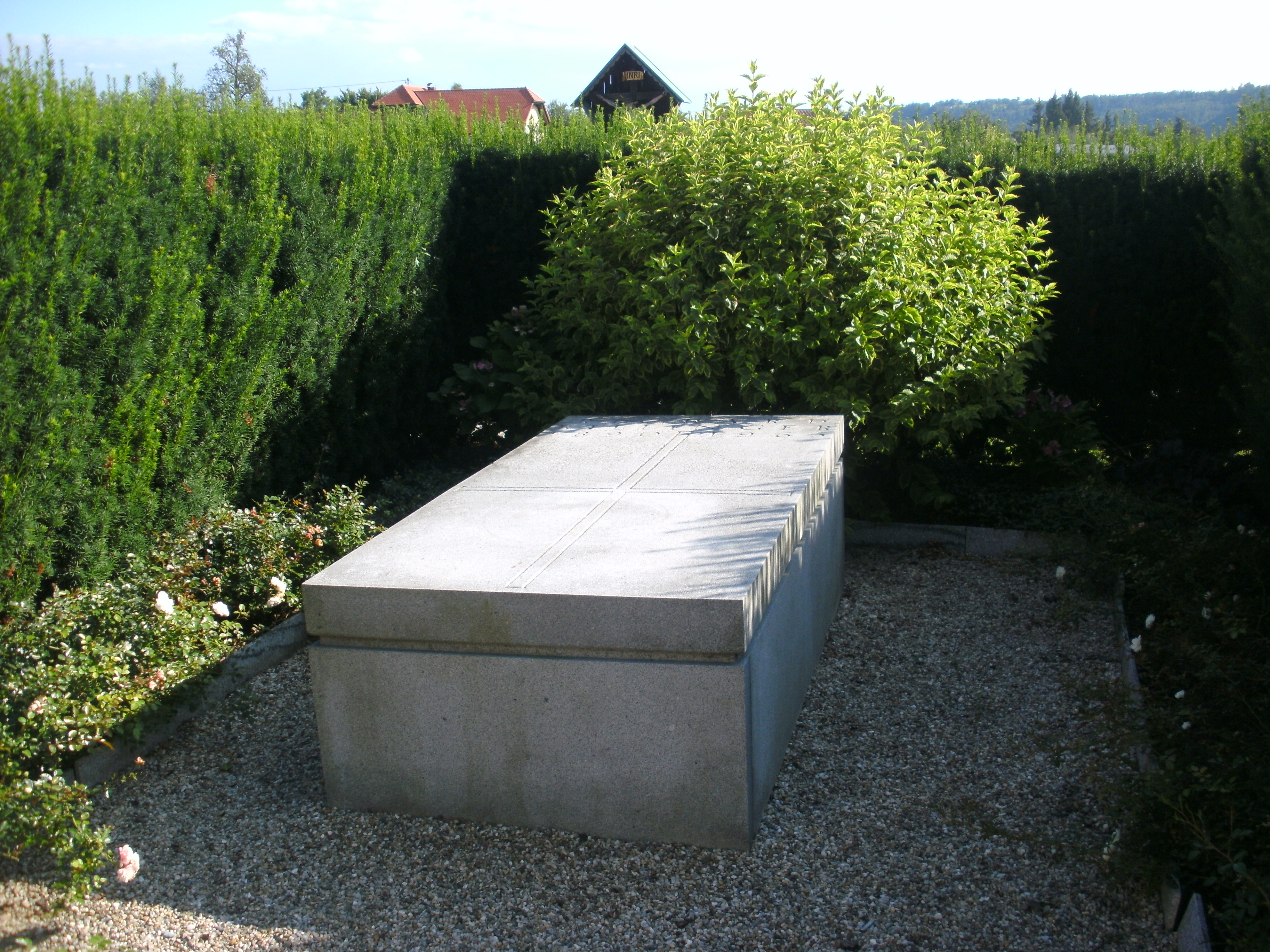
Grab Richard Billingers in Hartkirchen, Bezirk Eferding

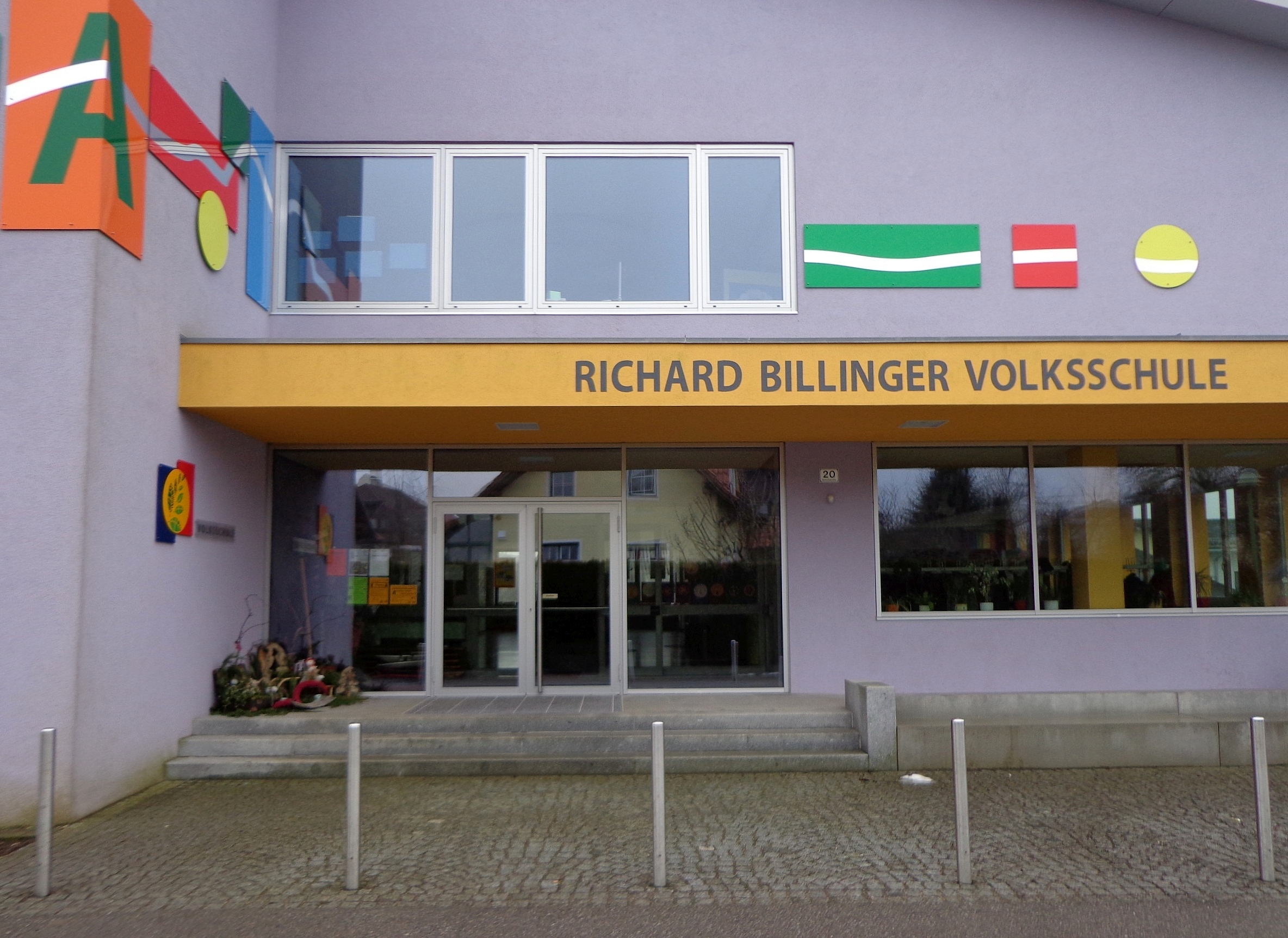
Nach Billinger benannte Volksschule in St Marienkirchen bei Schärding

Billinger ließ sich in Niederpöcking am Starnberger See nieder und lebte dort mit seinem Lebensgefährten inmitten prächtiger Bauernmöbel, Madonnenstatuen und Masken, wurde jedoch alkoholabhängig. Er lebte primär von seinen gut situierten Unterstützerinnen, die ihm die Treue hielten. Nach dem Krieg verfasste er auch zahlreiche Hörspiele. Den Lebensabend verbrachte er in Linz, wo er in den Gasthäusern seine Gedichte in die Runde hineinzubrüllen pflegte, die keine Ahnung hatte, wer es war, der ihnen diese gereimten Gebete, Flüche und Visionen entgegenschrie.
Der NS-Literaturhistoriker Josef Nadler weist darauf hin, dass folgende Strophe aus dem Gedicht Ein Brotlaib Beispiel für Billingers Weltanschauung sei:
„Ähren auf den Fluren preisen
 Dich, o Brot, in Flammenweisen.
 Schwester Hostie, keusch und kühl,
 grüßet dich voll Gottgefühl.“
Der oberösterreichische Landtag unterstützte Billinger lebenslang mit einer monatlichen Ehrengabe von 2000 Schilling. Er verbrachte seinen Lebensabend in Hartkirchen, wo er nach seinem Tod in einem Ehrengrab des Landes Oberösterreich bestattet wurde.

## Werke
Dramen
- 1924: Das Spiel vom Knecht
- 1928: Das Perchtenspiel
- 1931: Rauhnacht
- 1931: Rosse
- 1935: Die Hexe von Passau
- 1937: Der Gigant
- 1941: Melusine
- 1942: Das Spiel vom Erasmus Grasser
- 1943: Paracelsus, Festspiel
- 1953: Der Plumpsack
- 1955: Das Augsburger Jahrtausendspiel
- 1955: Die Bauernpassion
- 1959: Donauballade

Drehbücher
- 1934: Peer Gynt (Regie: Fritz Wendhausen)
- 1937: Der Berg ruft (Regie: Luis Trenker)
- 1939: Das unsterbliche Herz
- 1939: Brand im Ozean (Regie: Günther Rittau)
- 1939: Maria Ilona, Buch gemeinsam mit Philipp Lothar Mayring & Werner Eplinius nach dem Roman „Ilona Beck“ von Oswald Richter-Tersik; (Regie: Géza von Bolváry)
- 1940: Die keusche Geliebte (Regie: Viktor Tourjansky)
- 1940: Traummusik (Regie: Géza von Bolváry)
- 1941: Hochzeitsnacht (Regie: Carl Boese)
- 1952: Einmal am Rhein (Regie: Helmut Weiss)

Literarische Vorlagen für Filme
- 1942: Die goldene Stadt – nach dem Bühnenstück „Der Gigant“ (Regie: Veit Harlan)
- 1942: Wen die Götter lieben – nach einer Novelle, gemeinsam mit Eduard von Borsody (Regie: Karl Hartl)
- 1943: Gabriele Dambrone – nach dem gleichnamigen Bühnenstück (Regie: Hans Steinhoff)
- 1944: Melusine – nach dem gleichnamigen Bühnenstück (Regie: Hans Steinhoff)
- 1951: Hanna Amon (Regie: Veit Harlan) – nach einer Idee von Richard Billinger
- 1962: Auf Wiedersehn am blauen Meer (Regie: Helmut Weiss)
- 1985: Rauhnacht – nach dem gleichnamigen Bühnenstück, Kurzfilm (Regie: Stephanus Domanig)
- 1989: Rosse (Fernsehfilm) von Jo Baier

Romane, Prosa
- 1931: Aus der Asche des Fegefeuers
- 1934: Das Schutzengelhaus
- 1937: Das verschenkte Leben
- 1951: Palast der Jugend (Autobiographie)

Lyrik
- 1923: Über die Äcker
- 1931: Sichel am Himmel
- 1935: Die Nachtwache
- 1942: Holder Morgen

Gesamtausgaben
- 1955–1960: Gesammelte Werke, 12 Bände
- 1972–1983: Gesammelte Werke, 7 Bände

Veröffentlichungen auch in den Zeitschriften Das Innere Reich, Jugend, Der weiße Rabe und Die Kolonne.

## Ehrungen

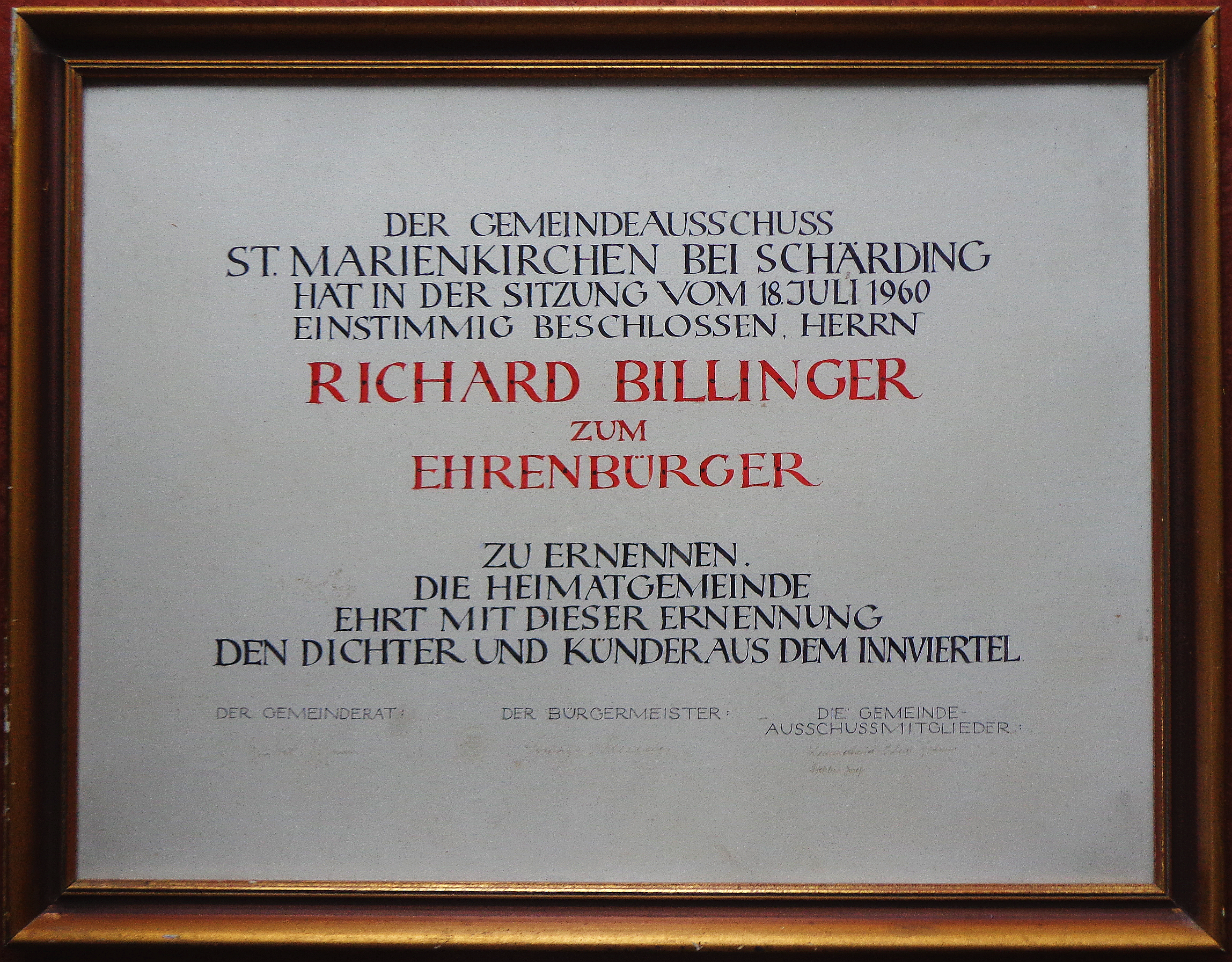
Ehrenbürgerurkunde für Richard Billinger, 1960

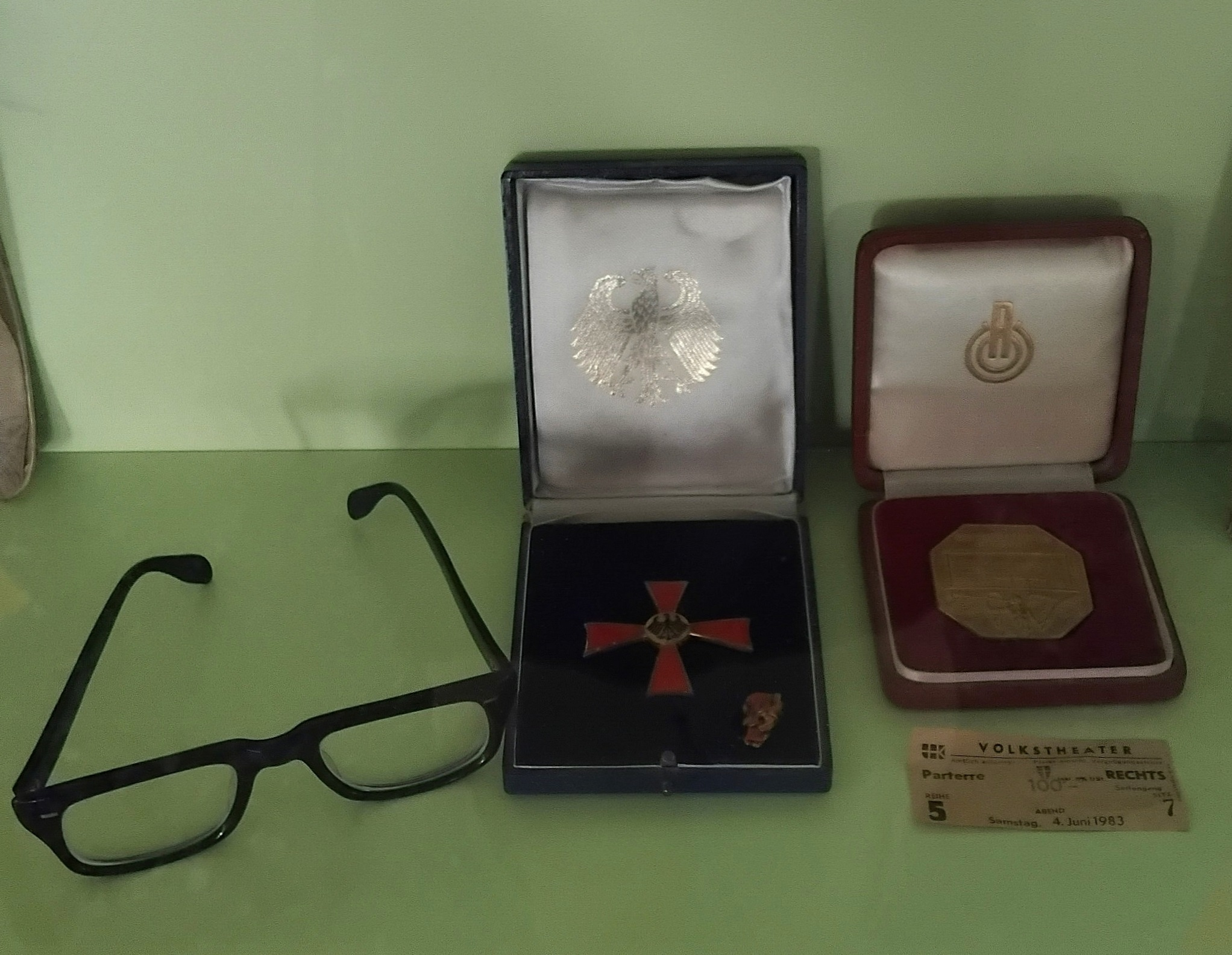
Erinnerungsstücke an Richard Billinger, u. a. mit seinem Bundesverdienstkreuz

- 1924: Literaturpreis der Stadt Wien
- 1932: Kleist-Preis für Rauhnacht, gemeinsam mit Else Lasker-Schüler
- 1940: Gaukulturpreis von Oberdonau
- 1942: Literaturpreis der Stadt München
- 1943: Raimundpreis der Stadt Wien
- 1960: Ehrenbürger der Stadt Schärding
- 1960: Ehrenbürger von St. Marienkirchen bei Schärding
- 1962: Grillparzer-Preis
- 1962: Verleihung des Berufstitels Professor
- 1965: Bayerischer Poetentaler
- Bundesverdienstkreuz 1. Klasse
- In Altötting, Hartkirchen, Ingolstadt, Linz, Münzkirchen und St. Marienkirchen bei Schärding sind Straßen nach Richard Billinger benannt
- 1977: Richard-Billinger-Volksschule in St Marienkirchen bei Schärding
- 2005: Sonderbriefmarke der österreichischen Post anlässlich des 115. Geburtstags und 40. Todestags Billingers